# Jean-Pierre Maurin (Musiker)
Jean-Pierre Maurin (* 18. Februar 1822 in Avignon; † 16. März 1894 in Paris) war ein französischer klassischer Violinist und Musikpädagoge.

## Leben und Werk
Maurin war ein Schüler von Pierre Baillot und François-Antoine Habeneck am Pariser Konservatorium. Seit 1875 wirkte er an derselben Institution als Violinlehrer. Maurin war ein hervorragender Violinsolist und ein hervorragender Kammermusiker. Als Violinlehrer war er Nachfolger Jean-Delphin Alards am Pariser Konservatorium.
Er war Mitbegründer der Société de dernieres quatuors de Beethoven. Einer seiner bekanntesten Schüler war Lucien Capet.